# صنع في الصين

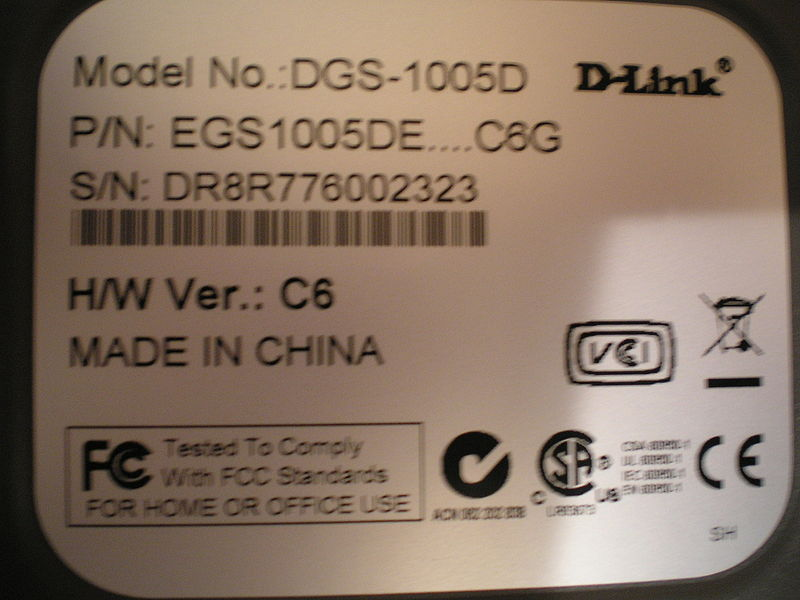
عبارة Made In China في أحد المنتجات المصنوعة في الصين.

صنع في الصين (بالإنجليزية: Made In China)‏ أو صنع في جمهورية الصين الشعبية (بالإنجليزية: Made in PRC)‏ هي علامة ملصقة على المنتجات المصنعة في جمهورية الصين الشعبية، باستثناء هونغ كونغ وماكاو حيث جميع المنتجات المصنوعة في تلك المناطق المسماة ب «صنع في هونغ كونغ» و«صنع في ماكاو» اسم «الصين» يستخدم من قبل كل من جمهورية الصين الشعبية وجمهورية الصين.

## أهمية التسويق
صنع في الصين هي واحدة من أكثر العلامات المعروفة في العالم اليوم بسبب التطور السريع للصين الصين هي أكبر مصدر في العالم ويغلب على صناعتها الملابس والكترونيات، وكانت بعض الشركات مثل ابل تصنع والصين تجمعها ويلصق عليه صنع في الصين.

## وصلات خارجية
- Made in China OECD Observer, November 2006.